# Xã Torning, Quận Ward, Bắc Dakota
Xã Torning (tiếng Anh: Torning Township) là một xã thuộc quận Ward, tiểu bang Bắc Dakota, Hoa Kỳ. Năm 2010, dân số của xã này là 64 người.